# Pivierda
Pivierda es una parroquia del concejo asturiano de Colunga. Situada en la zona suroccidental del concejo, tiene una extensión de 5,83 km², y está separada en dos por la carretera AS-330 que va paralela al cauce del río Pivierda, afluente del río Libardón por la izquierda. Junto a ella se encuentra el lugar de Pivierda, que concentra a 71 de sus 76 habitantes (INE, 2015) y que es el único núcleo de población que aparece en el nomenclátor. El resto de habitantes vive en algunos caseríos esparcidos: Agüera Riba, Bucial, Corrales, Tizagua, Los Lodos, La Peniella, Barrestru, El Bicentón, Los Llameos,
Como parroquia eclesiástica incluye otros núcleos de población que pertenecen al concejo de Villaviciosa como son Arnín, Cardegoda, El Cayu de abajo y Candanal.
El patrón de Pivierda es San Pelayo cuya fiesta se celebra el día 26 de junio si bien no es la mayor fiesta del pueblo, siendo esta la fiesta en honor a la virgen de los Dolores más conocía como la Dolorosa, y que se celebra el primer fin de semana después del 15 de septiembre habiendo misa con procesión y subasta del ramo además de verbena las noches del viernes y el sábado.